# Смереків
Смере́ків — село у Львівському районі Львівської області. Належить до Куликівської селищної громади. У Смерекові знаходиться дерев'яна церква св. Архистратига Михаїла 1913.

## Історія
Село вперше згадується в історичних документах за 1444 рік.
У податковому реєстрі 1515 року задокументовано, що село виконує повинності з обслуговування замку.
За часів Речі Посполитої належало село до королівської власності, Мервицької держави (маєтку). В 1566 році Пйотр Бажий з Болозова (Бложева), каштелян перемишльський, староста львівський, дає попівство в королівському селі Смереків Волошові і його потомкам. (Бернадинський архів у Львові. — С., т. 343. — С. 73). В 1570 році король назначає люстраторів для розгляду претензій Станіслава Жолкевського, власника села Туринки, до сіл королівських Бутини, Смерекова і Блищиводи.
За Австро-Угорщини: належало до Жовківського повіту, 7 км на пд.-сх. від Жовкви. На пн.-зах. лежить Сопошин, на пн. Блищиводи на сх. Блищиводи і Вербляни, на пд. Перемивки і Візенберг (нім. Wiesenberg), на зах. Мацошин. В 1880 році було 99 господарств, 540 жителів в гміні. (500 греко-католиків, 36 римо-католики, 4 ізраеліти; 504 русини, 16 поляків, 18 німців). Парафія греко-католицька була в селі (Жовківський деканат), римо-католицька в Куликові. До парафії належали Блищиводи. В селі була церква і школа філіальна.

## Населення

### Мова
Розподіл населення за рідною мовою за даними перепису 2001 року:
| Мова       | Кількість | Відсоток |
| ---------- | --------- | -------- |
| українська | 768       | 100%     |

## Персоналії
- Боднар Роман — поручник УПА, командир сотень «Холодноярці-1» і «Переяслави-1» ТВ-13 «Розточчя».
- Солтис Руслан (1981 - 16.01.2023) - уродженець с. В'язова, житель с. Смереків та с. Забужжя, молодший сержант 103-ої ОБрТрО. Загинув поблизу м. Кремінна, Сєвєродонецького району, Луганської області. Поховали захисника в с. Смереків.
- Сорока Михайло Володимирович (1980 - 26.07.2024) - солдат ЗСУ, загинув внаслідок мінно-вибухової травми в районі с. Желанне, Покровського району, Донецької області. Поховали захисника 31.07.2024 в с. Смереків.